# Corazón (песня Рики Мартина)
«Corazón» (рус. Сердце) — песня, исполненная Рики Мартином и вошедшая в альбом A Medio Vivir. Она была выпущена синглом в Финляндии 27 октября 1997 после успеха «Maria».
Песня достигла пика на двадцатой строке в Finnish Singles Chart.
«Corazon» была ремиксована JS16 для сингла.

## Форматы и трек-листы
Finnish CD maxi-single
1. «Corazón» (Samba Remix)
2. «Corazón» (Radio Remix) — 4:06
3. «Corazón» (Extended Remix)
4. «Corazón» (Original Album Version) — 4:20

## Чарты
| Чарт (1997)           | Наивысшая позиция |
| --------------------- | ----------------- |
| Finnish Singles Chart | 20                |
| Finnish Top 50 Hits   | 16                |